# جوزيف إم. بيتيت
جوزيف إم. بيتيت (بالإنجليزية: Joseph M. Pettit)‏ هو مهندس أمريكي، ولد في 15 يوليو 1916 في روشستر في الولايات المتحدة، وتوفي في 15 سبتمبر 1986 في أتلانتا في الولايات المتحدة.